# Iuhina de clatell blanc
Yuhina bakeri és una espècie d'ocell de la família dels zosteròpids (Zosteropidae) que habita zones boscoses i arbustives de l'est de Nepal, nord-est de l'Índia, nord de Myanmar i sud-oest de la Xina.